# 버즈 라이트이어
버즈 라이트이어(영어: Buzz Lightyear)는 《토이 스토리 시리즈》의 등장인물이다. 실제 우주 비행사인 버즈올드린의 이름을 따서 만들었다. 우디와 함께 《토이 스토리》 영화의 주인공이다. 액션 버튼을 눌렀을 때 나오는 대사는 "무한한 공간 저 너머로!" (To infinity… and beyond!)이다.